# Heine + Beisswenger

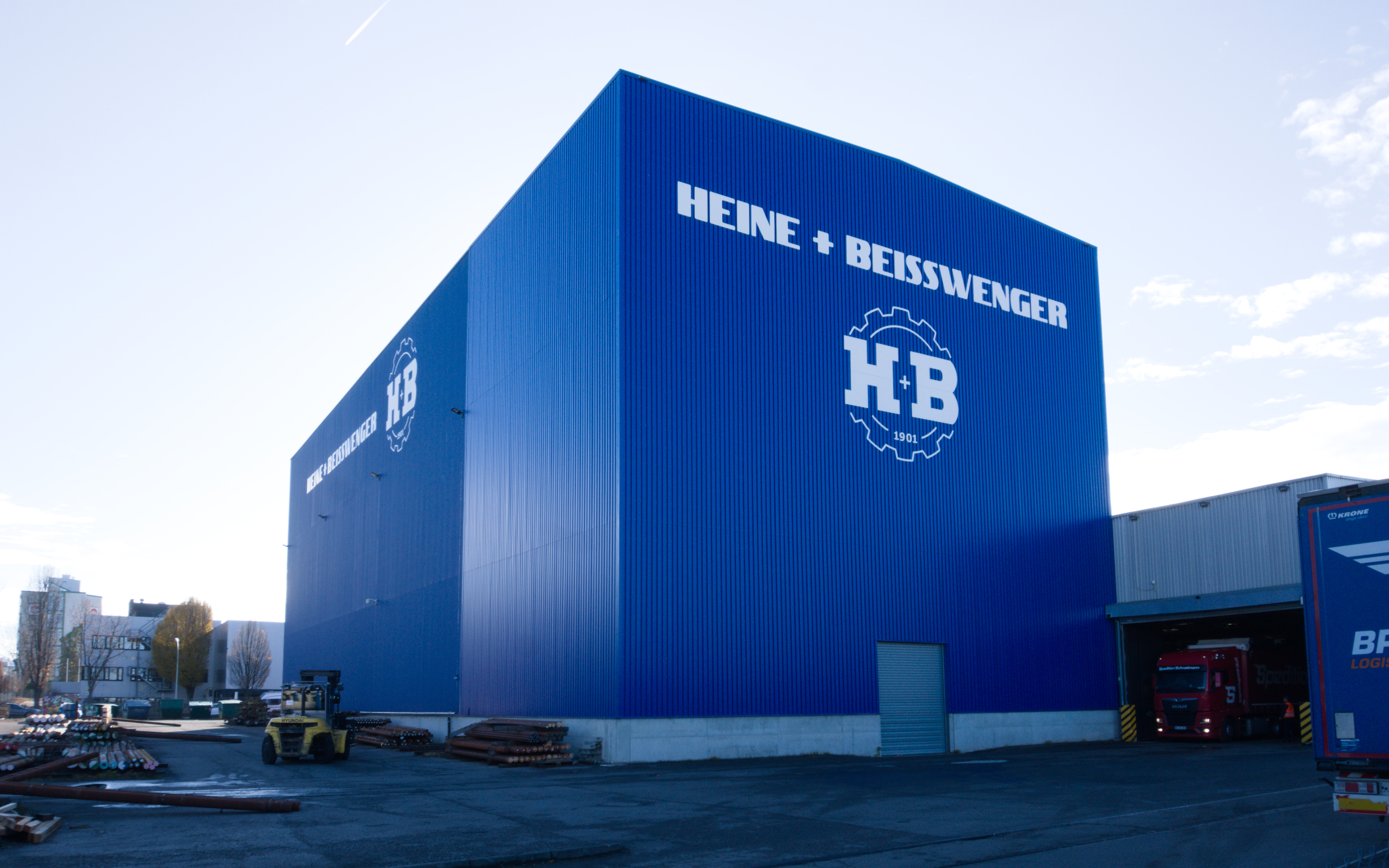
Lagerhalle in Fellbach

Die Heine + Beisswenger Stiftung + Co. KG  ist ein deutsches Handelsunternehmen für Werkstoffe mit Sitz in Fellbach und zwei Produktionsstandorten in Hermaringen und Adelmannsfelden.
Das Werkstoffsortiment umfasst über 25.000 Artikel im Stabsbereich (Langprodukte) aus unterschiedlichen Werkstoffen, Profilen und Abmessungen. Die gehandelten Werkstoffe sind hauptsächlich Automatenstahl, Blankstahl, unlegierter Stahl, Edelbaustahl, Hitenspeed-Stahl, Edelstahl, Walzstahl, Werkzeugstahl, HSQ-Stahl (Zerspanungsstahl), Messing, Aluminium und Kupfer. Die wesentlichen Absatzmärkte sind neben der zerspanenden Industrie Kfz-Zulieferer und -Hersteller, Maschinenbau sowie viele weitere stahlverarbeitende Produzenten.

## Geschichte
Heine + Beisswenger wurde 1901 durch Ferdinand Heine in Stuttgart gegründet. Der Sitz des Unternehmens wurde 1950 nach Fellbach verlegt.
Im Jahr 2007 übernahm Heine + Beisswenger die Otto Prawitt GmbH & Co. KG in Velbert und Plettenberg. Im April 2009 wurde die Bühler Stahl- und Metallservice GmbH + Co. KG in Pforzheim übernommen. Es folgte 2011 der Kauf der Rotec GmbH in Hermaringen. Im Mai 2012 wurde die Tochtergesellschaft Heine Steel in Deventer gegründet (der Geschäftsbetrieb wurde zum 31. Dezember 2020 eingestellt). Im Jahr 2013 wurde die Hahn + Keller Brennschneideservice GmbH in Neuhausen auf den Fildern erworben (der Geschäftsbetrieb wurde zum 31. Dezember 2019 eingestellt). 2014 wurde die Tochtergesellschaft H+B Hightech GmbH in Adelmannsfelden gegründet. Bühler Stahl- und Metallservice GmbH & Co. KG, die bisher als 100%ige Tochtergesellschaft geführt wurde, wurde zum 1. November 2021 in die Heine + Beisswenger Stiftung + Co. KG als Niederlassung Pforzheim integriert. Zum 1. Januar 2022 übernahm die Heine + Beisswenger Gruppe die gesamten Anteile der Andernach & Bleck aus Hagen an der Heine & Bleck GmbH in Hermsdorf/Thüringen.

## Unternehmensstruktur
Neben dem Haupthaus in Fellbach bei Stuttgart mit Verwaltung, Sägezentrum und Zentrallager unterhält Heine + Beisswenger Niederlassungen in Trossingen, Elsendorf, Langenzenn, Dieburg und Pforzheim sowie Standorte von Tochtergesellschaften in Adelmannsfelden, Hermaringen, Hermsdorf, Plettenberg und Velbert.